# Bódvarákó
Bódvarákó község Borsod-Abaúj-Zemplén vármegyében, az Edelényi járásban.

## Fekvése
Miskolctól 52 kilométerre északra, az Aggteleki-karszt és a Szalonnai-hegység között, az Esztramos-hegy lábánál, a Bódva folyó völgyében fekszik. Zsáktelepülésnek tekinthető, közúton csak a 27-es főútból, annak a 43+100-as kilométerszelvényében, Bódvaszilas déli külterületei közt délkelet felé kiinduló 26 117-es számú mellékúton érhető el. Burkolatlan úton megközelíthető még Perkupa Dobódél településrésze felől is.
A környező települések: Bódvaszilas és Tornaszentandrás körülbelül 2-2 kilométerre, Perkupa és Szögliget körülbelül 8-8 kilométerre; a legközelebbi város, Szendrő mintegy 18 kilométerre fekszik.

### Közlekedés
Közösségi közlekedéssel a Volánbusz 4124-es járatával közelíthető meg.

## Története

### Nevének eredete
A falu nevét legkorábban egy 1283-ban kelt iratban említik. Sokáig „Rákónak” hívták; ez a kifejezés a szláv eredetű rák szavunkkal párhuzamosan alakult ki. A folyó menti fekvésére utaló „Bódva-” előtagot  1905-ben kapta. Eredetileg Torna vármegye Tornai járásához tartozott.

## Közélete

### Polgármesterei
- 1990–1994: Bodolai István (független)[4]
- 1994–1998: Bodolai István (független)[5]
- 1998–2002: Bodolai István (független)[6]
- 2002–2006: Bodolai István (független)[7]
- 2006–2010: Bodolai István (független)[8]
- 2010–2014: Farkas Árpád (független)[9]
- 2014–2018: Farkas Árpád (független)[10]
- 2018–2019: Dámóczi Attila Miklós (független)[11]
- 2019–2024: Képes László (független)[12]
- 2024– : Képes Krisztián (független)[1]

A településen 2018. augusztus 26-án időközi polgármester-választást tartottak, mert az előző polgármester méltatlanná vált a tisztségéhez. Farkas Árpádot még 2016-ban ítélte a bíróság hat hónap felfüggesztett börtönbüntetésre falopás miatt, de ennek ténye jóval később derült csak ki; méltatlanságát ezt követően mondta ki a területileg illetékes munkaügyi és közigazgatási bíróság. Farkas a történtek ellenére elindult a választáson, de alulmaradt egyetlen kihívójával szemben.

## Népesség
A település népességének változása:
| Lakosok száma | 75   | 78   | 80   | 117  | 61   | 79   | 78   |
|               | 2013 | 2014 | 2015 | 2021 | 2022 | 2023 | 2024 |

2001-ben a településen a lakosságnak 97%-át magyar, a 3%-át cigány nemzetiségű emberek alkották.
A 2011-es népszámlálás során a lakosok 77%-a magyarnak, 2,3% cigánynak mondta magát (23% nem nyilatkozott; a kettős identitások miatt a végösszeg nagyobb lehet 100%-nál). A vallási megoszlás a következő volt: római katolikus 51,7%, református 3,4%, evangélikus 3,4%, görögkatolikus 4,6%, felekezeten kívüli 1,1% (33,3% nem válaszolt).
2022-ben a lakosság 95,1%-a vallotta magát magyarnak, 1,6% horvátnak, 1,6% cigánynak (4,9% nem nyilatkozott; a kettős identitások miatt a végösszeg nagyobb lehet 100%-nál). Vallásuk szerint 54,1% volt római katolikus, 8,2% református, 16,4% görög katolikus, 1,6% egyéb keresztény, 1,6% evangélikus, 4,9% felekezeten kívüli (11,5% nem válaszolt).

## Nevezetességek, látnivalók

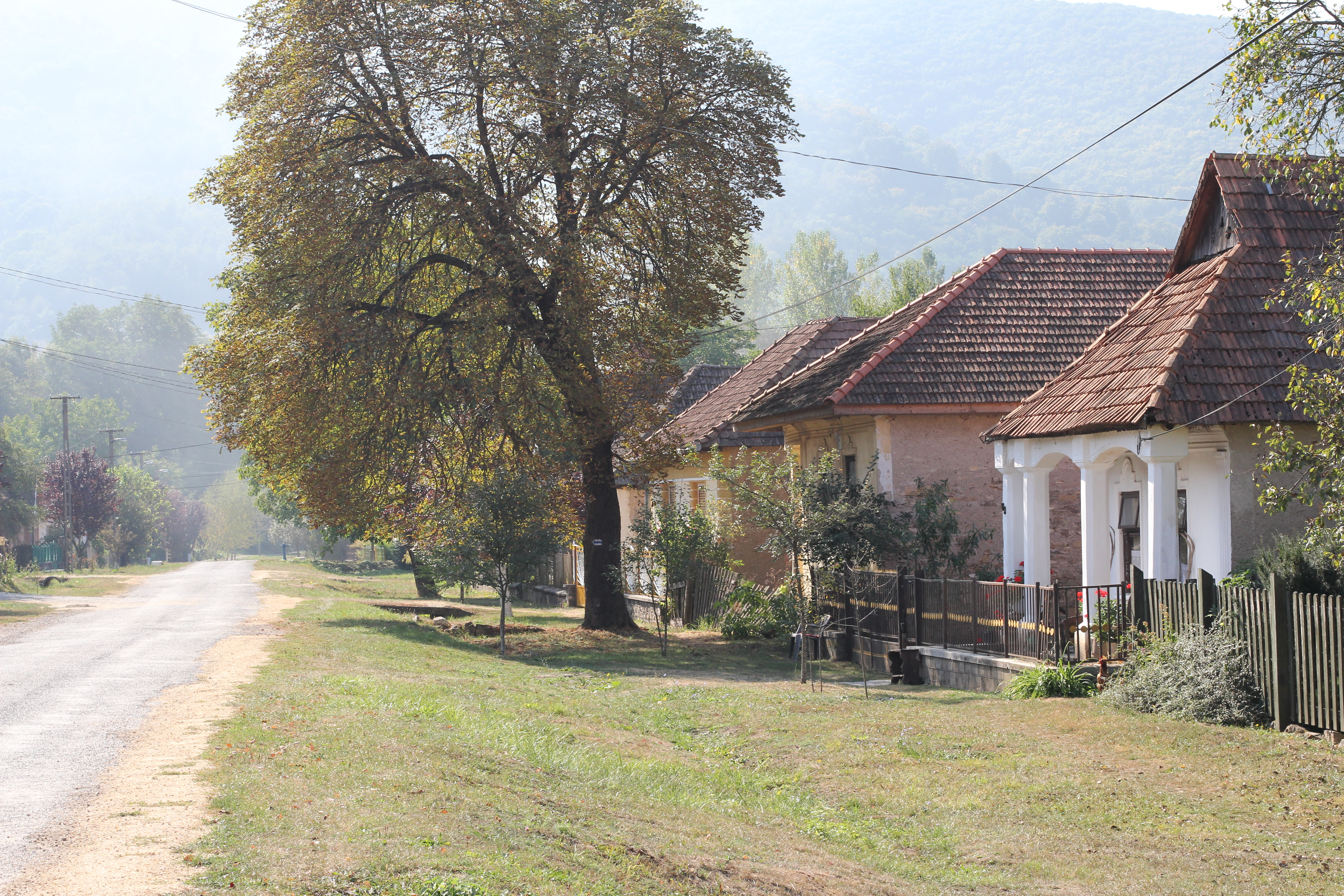
Bódvarákói utcakép

Az egyutcás település több háza érintetlenül maradt meg a környék népi építészetének emlékeként.
A korábbi templom helyén álló római katolikus templomát 1803-ban építtette a Keglevich család. Ezt emléktábla tanúsítja a zömök, párnás sisakú torony tövében nyíló bejárat fölött. A zömök torony sisakja párnás. A torony alatt van az előtér, fölötte a karzat. A hajót és az annál keskenyebb szentélyt is csehsüvegboltozat fedi. A copf stílusú szószéket festett szobrok díszítik. A régi főoltárképet (Andreas Zallinger: Avilai Szent Teréz) a sekrestye ajtaja fölé helyezték át. Az orgonát 1887-ben építették.
1995-ben a településen található 8 barlangot az Aggteleki-karszt és a Szlovák-karszt többi barlangjával együtt az UNESCO a világörökség részévé nyilvánította. Ezek a barlangok a Bódvarákói-barlang, az Esztramosi Földvári Aladár-barlang, a Gerinc-barlang, a Gerinc-zsomboly, a Kalcitkristályos-barlang, a Ledobóakna barlangja, a Sas-lik és a Téli fellevegőzésű-barlang. Egy fokozottan védett barlang van a településen, az Esztramosi Földvári Aladár-barlang.
Több ritka növény is található a környéken, a Bódva árterében virágzik a mocsári kockásliliom, az Esztramos-hegy lejtőin az apró nőszirom, a leánykökörcsin, a tavaszi kankalin és sok szép színes virág jelzi a tavasz eljövetelét.

### Geo-Bio Gólyatábor
Az Eötvös Loránd Tudományegyetem 1986–2018 között hagyományosan Bódvarákón rendezte meg a „Geo-Bio Gólyatábort” az élettudományok és a földtudományok szakjai (biológus, csillagász, geofizikus, geográfus, geológus, környezettudományi, meteorológus, térképész) újdonsült hallgatói számára. A falu lakossága ilyenkor egy hétre gyakorlatilag megötszöröződött, jelentős plusz bevételhez jutva. A település új vezetése 2019-ben vállalhatatlan helyzetbe hozta a szervezőket, így 33 év után a gólyatábor új helyszínre költözött.

## Híres emberek
- Itt született Lánczy Margit színésznő.
- Itt van eltemetve gróf Keglevich István főrend, intendáns, Lánczy Margit édesapja.

### Könyvek
(Földünk térképeken) Felelős kiadó: Vajda Béla: Világatlasz országlexikonnal. TOPOGRÁF Térképészeti Kft. 3.javított kiadás. Nyíregyháza: NYÍR-KARTA Bt. 2005.  ISBN 978-963-9618-01-5  26. oldalE1